# Fuyumi Ono
Fuyumi Ono (jap. 小野不由美 Ono Fuyumi; ur. 24 grudnia 1960 w Nakatsu) – japońska powieściopisarka, znana głównie z serii Jūni kokuki, na podstawie której stworzono anime. Po ślubie zmieniła nazwisko na Fuyumi Uchida (jap. 内田 不由美 Uchida Fuyumi), ale powieści nadal wydawane są pod jej panieńskim nazwiskiem – Ono. Jej mężem jest Naoyuki Uchida, znany szerzej pod pseudonimem „Yukito Ayatsuji”, twórca powieści pt. Another.

## Twórczość

### SeriaJūni kokuki(jap.十二国記)
- Mashō no ko (jap. 魔性の子), Kōdansha 1991.
- Tsuki no kage, kage no umi (jap. 月の影 影の海), Kōdansha 1992.
- Kaze no umi, meikyū no kishi (jap. 風の海 迷宮の岸), Kōdansha 1993.
- Higashi no wadatsumi, nishi no sōkai (jap. 東の海神 西の滄海), Kōdansha 1994.
- Kaze no banri, reimei no sora (jap. 風の万里 黎明の空), Kōdansha 1994.
- Tonan no tsubasa (jap. 図南の翼), Kōdansha 1996.
- Tasogare no kishi, akatsuki no sora (jap. 黄昏の岸 暁の天), Kōdansha 2001.
- Kasho no yume (jap. 華胥の幽夢), Kōdansha 2001.
- Hisho no tori (jap. 丕緒の鳥), Shinchosha 2013.
- Shirogane no oka, kuro no tsuki (jap. 白銀の墟 玄の月), Shinchosha 2019.

Opowiadania
- Hyōhaku (jap. 漂舶), dołączone do audiobooka Higashi no watatsumi, nishi no sōkai[2], 1997.

### SeriaAkuryō(jap.悪霊シリーズAkuryō series)
Wszystkie tomy serii zostały pierwotnie wydane przez Kōdansha.
1. Akuryō ga ippai!? (jap. 悪霊がいっぱい!?), 1989.
2. Akuryō ga honto ni ippai! (jap. 悪霊がホントにいっぱい!), 1989.
3. Akuryō ga ippai de nemurenai (jap. 悪霊がいっぱいで眠れない), 1990.
4. Akuryō wa hitori botchi (jap. 悪霊はひとりぼっち), 1990.
5. Akuryō ni naritakunai! (jap. 悪霊になりたくない!), 1991.
6. Akuryō to yobanaide (jap. 悪霊とよばないで), 1991.
7. Akuryō datte heiki! (jap. 悪霊だってヘイキ!), 1992 (dwa tomy).

Seria została później zaadaptowana przez autorkę na potrzeby później wydanych tomów z serii Ghost Hunt, dzięki czemu stanowią całość historii pod szyldem Ghost Hunt. Adaptacje te zostały wydane przez Media factory pod nowymi tytułami.
1. Kyū kōsha kaidan (jap. 旧校舎怪談), 2010.
2. Ningyō no ori (jap. 人形の檻), 2011.
3. Otome no inori (jap. 乙女ノ祈リ), 2011.
4. Shiryō yūgi (jap. 死霊遊戯), 2011.
5. Senketsu no meikyū (jap. 鮮血の迷宮), 2011.
6. Umikarakurumono (jap. 海からくるもの), 2011.
7. Tobira wo akete (jap. 扉を開けて), 2011 (jako jeden tom).

Ghost Hunt (ゴースト・ハントシリーズ), kontynuacja serii Akuryō.
- Akumu no sumu ie 1 (jap. 悪夢の棲む家(上)), Kōdansha 1994.
- Akumu no sumu ie 2 (jap. 悪夢の棲む家(下)), Kōdansha 1994.

### Inne
| Tytuł                                                                               | Wydawca         | Data wydania     | Uwagi |
| ----------------------------------------------------------------------------------- | --------------- | ---------------- | --- |
| Birthday Eve wa nemurenai (jap. バースデー・イブは眠れない Bāsudē ibu wa nemurenai) | Kōdansha        | 1988             | |
| Mephisto to Waltz! (jap. メフィストとワルツ! Mefisuto to warutsu!)                  | Kōdansha        | 1 grudnia 1988   | Kontynuacja Birthday Eve wa nemurenai. |
| Akuryō nanka kowakunai (jap. 悪霊なんかこわくない)                                  | Kōdansha        | 20 grudnia 1988  | Ilustracje wykonała Yukio Nakamura. |
| Norowareta 17-sai (jap. 呪われた17歳)                                               | Asahi Sonorama  | lipiec 1990      | |
| Sugiru jū nana no haru (jap. 過ぎる十七の春)                                        | Kōdansha        | 28 marca 1995    | Adaptacja Norowareta 17-sai. 4 marca 2016 roku tom ten został wydany przez Kōdanshę powtórnie, w nowej oprawie. W Polsce wydano adaptację tej powieści w formie mangi w 2014 roku pod tytułem Przekleństwo siedemnastej wiosny. |
| Green Home no bōrei-tachi (jap. グリーンホームの亡霊たち Gurīnhōmu no bōrei-tachi)  | Asahi Sonorama  | listopad 1990    | |
| Midori no wagaya Home, Green Home (jap. 緑の我が家 Home、Green Home)                | Kōdansha        | 5 czerwca 1997   | Adaptacja Green Home no bōrei-tachi. 4 sierpnia 2015 roku tom ten został wydany przez Kōdanshę powtórnie, w nowej oprawie. Powieść została zaadaptowana w formie mangi, która została w 1999 roku wydana w pojedynczym tomie przez wydawnictwo Kadokawa Shoten. |
| London, 1888 (jap. 倫敦、1888)                                                      | Aspect          | 22 marca 1994    | Wydane jako część antologii Kakū gensō toshi (jap. 架空幻想都市). |
| Tōkei ibun (jap. 東亰異聞)                                                          | Shinchosha      | kwiecień 1994    | Powieść była nominowana w 1993 roku do nagrody Nihon Fantasy Novel taishō (jap. 日本ファンタジーノベル大賞). Powieść została zaadaptowana w formie mangi, która została w latach 2002-2003 skompilowana w czterech tomach przez wydawnictwo Gentōsha. |
| Shiki (jap. 屍鬼)                                                                   | Shinchosha      | 1998             | Osobny artykuł: Shiki (powieść) . |
| Kokushi no shima (jap. 黒祠の島)                                                    | Shodensha       | 8 lutego 2001    | Powieść została w 2007 roku wydana także przez wydawnictwo Shinchosha. Powieść została zaadaptowana w formie mangi, która została w latach 2005-2006 skompilowana w trzech tomach przez wydawnictwo Gentōsha. |
| Kura no kami (jap. くらのかみ)                                                      | Kōdansha        | 1 sierpnia 2003  | |
| Kidan hyakkei (jap. 鬼談百景)                                                       | Media Factory   | 20 lipca 2012    | Zekranizowano w formie filmu pełnometrażowego w 2015 roku. Powstała także adaptacja w formie mangi; za rysunki odpowiada Michi Urushibara. Manga została wydana w pojedynczym tomie w 2015 roku. |
| Zan E (jap. 残穢; również: Zang E)                                                  | Shinchosha      | 20 lipca 2012    | Powieść została uhonorowana nagrodą im. Shūgorō Yamamoto (jap. 山本周五郎賞). Zekranizowano ją w formie filmu pełnometrażowego, który miał swoją premierę 30 stycznia 2016 roku pod tytułem Zan E -sunde wa ikenai heya- (jap. 残穢ー住んではいけない部屋ー). |
| Eizen karukaya kaiitan (jap. 営繕かるかや怪異譚)                                    | Kadokawa Shoten | 3 grudnia 2014   | Powieść została przedrukowana ponownie przez wydawnictwo w 2018 roku. Kazue Katō zajęła się adaptacją powieści w formie mangi, której kolejne rozdziały ukazywały się od września 2021 do kwietnia 2022 w czasopiśmie „Jump SQ.”. W Polsce prawa do polskiego wydania mangi wykupiło wydawnictwo Waneko, wydając ją pod tytułem Dziwne opowieści konserwatora z Karukayi. |
| Eizen karukaya kaiitan: Sono ni (jap. 営繕かるかや怪異譚 その弐)                    | Kadokawa Shoten | 31 lipca 2019    | Zbiór ten w 2019 roku był nominowany do nagrody im. Fūtarō Yamady |
| Eizen karukaya kaiitan: Sono san (jap. 営繕かるかや怪異譚 その参)                   | Kadokawa Shoten | 26 sierpnia 2022 | |